# ケビン・ケリー (編集者)
ケビン・ケリー （英語: Kevin Kelly、1952年8月14日 - ）は、『Wired』誌の創刊編集長で『全地球レビュー』誌 (en)誌の元編集者兼出版責任者を務める。作家、 写真家、環境保護活動家でもあり、アジアやデジタル文化を探求。 

## 経歴
1952年8月14日ペンシルベニア州生まれのケリーはニュージャージー州ウェストフィールド・ハイスクールを1970年に卒業。父は『タイム』誌の管理職でシステム解析にくわしかったことから、ケリーは子供時代にサイバネティクスに関心をいだく。ロードアイランド州立大学で地学を学び1年で中退。
ケリーにはアジアを長期にわたりバックパッカーとして旅をした経験がある。カトリック教徒の家庭に育つが中東を訪れたことからキリスト教から改宗、後に信者として新生した。
住まいはサンフランシスコ近郊の海沿いの町パシフィカである。生化学者の妻ジア・ミンファンとの間に子供が3人 (Kaileen、Ting、Tywen)。子供は4人ほしかったという。
個人的な課題として地球上の全生物種をデータベース化する取り組み「リンネ計画」の支援と自身のゲノム解析の完成と並行して、ミートアップ活動を続ける「Quantified Self」グループを共同主催する。

## 職歴
出版界に携わるきっかけは、ジョージア州アトランタ在住時代の1980年より『CoEvolution Quarterly』にフリーランスとして執筆を始めたことである。また疫学研究所に就職して生計を支えるかたわら、駆け出し編集長として『Walking Journal』誌を主宰。
『全地球カタログ』創刊者 スチュアート・ブランドに見出されて同誌に職を得るのは1983年であり、同誌ほか『Whole Earth Review』ならびに『Signal』誌の編集に参加、またブランドの仮想共同体構想WELLの具体化を支える。1984年にはポイント財団 (Point Foundation) 代表として初の国際ハッカー・カンファレンスを共催した。
ケリーは『Wired』誌のルイス・ロゼットに招かれて同誌編集主幹に就任した1992年から『全地球カタログ』で培った人工知能型の社会観を導入すると、それまでの経歴で育てた編集工程のネットワークを活用しつつ、『WELL』誌のライターや編集者を引き抜く。1999年に編集主幹の座をゆずり、現在は Senior Maverickとして同誌にかかわっている。長年この雑誌の編集者だったという立場も手伝い、サイバーカルチャーの担い手、お目付役と位置付けられる。

### 著作活動
寄稿した主要出版物は新聞の『ニューヨーク・タイムズ』と『エコノミスト』、雑誌の『タイム』、『サイエンス』、『ハーパーズ・マガジン』、『ヴェニア・マガジン』、『GQ』、『エスクァィア』がある。
単行本『Out of Control: The New Biology of Machines, Social Systems, and the Economic World』 (1994年) では複雑な組織の機構を考察し、主現代科学および現代哲学の複数の分野が同じ方向性を共有するという主張を述べた。知性は集約されず、むしろ単純で細かな構成要素が蜂の巣構造に集積するという。この視点から眺める官僚機構や人工知能コンピュータ、さらにヒトの脳へと考察を展開する。
創設に関わったNGOには All Species Foundationがある他、未来学の専門家としてスティーヴン・スピルバーグ監督作品『マイノリティ・リポート』を監修する。

## 主な著作物

### 書籍
単著
- Out of Control: The New Biology of Machines, Social Systems and the Economic World (Addison Wesley 1994, Perseus Books, 1995)
  - 『「複雑系」を超えて ― システムを永久進化させる9つの法則』福岡洋一、横山亮（訳）、アスキー、1999年。ISBN 978-4-7561-3018-1。

- New Rules for the New Economy: 10 Radical Strategies for a Connected World (Penguin, 1999)
  - 『ニューエコノミー勝者の条件 ― ウィナー・テイク・オール時代のマーケティング10則』酒井泰介（訳）、ダイヤモンド、1999年。ISBN 978-4-478-33087-6。

- True Films (2006)
- What Technology Wants (2010)（英語）
  - 『テクニウム ― テクノロジーはどこへ向かうのか?』服部桂（訳）、みすず書房、2014年。ISBN 978-4-622-07753-4。

- 『ケヴィン・ケリー著作選集1』堺屋七左衛門（訳）、ポット出版、2012年。ISBN 978-4-7808-0191-0。
- Cool Tools (2013) – 同名の自身のブログで発表したツール類の評価。『全地球カタログ』に似た大型本。
- The Inevitable (2016)（英語）
  - 『〈インターネット〉の次に来るもの』服部桂（訳）、NHK出版、2016年。ISBN 978-4-14-081704-9。

共著
- "Photographers section: Kevin Kelly"、Lloyd Kahn (en) (編)、2004 Home Work、106–111頁。(Shelter Publications, 2004)
- "Forward: 1000 True Fans"、Be The Media、David Mathison(編)、pp. 3–8頁。(2009)（英語）

### 写真集、画集
- Asia Grace (2002)
- Bad Dreams (2003)
- Bicycle Haiku (1995)

### 講演集

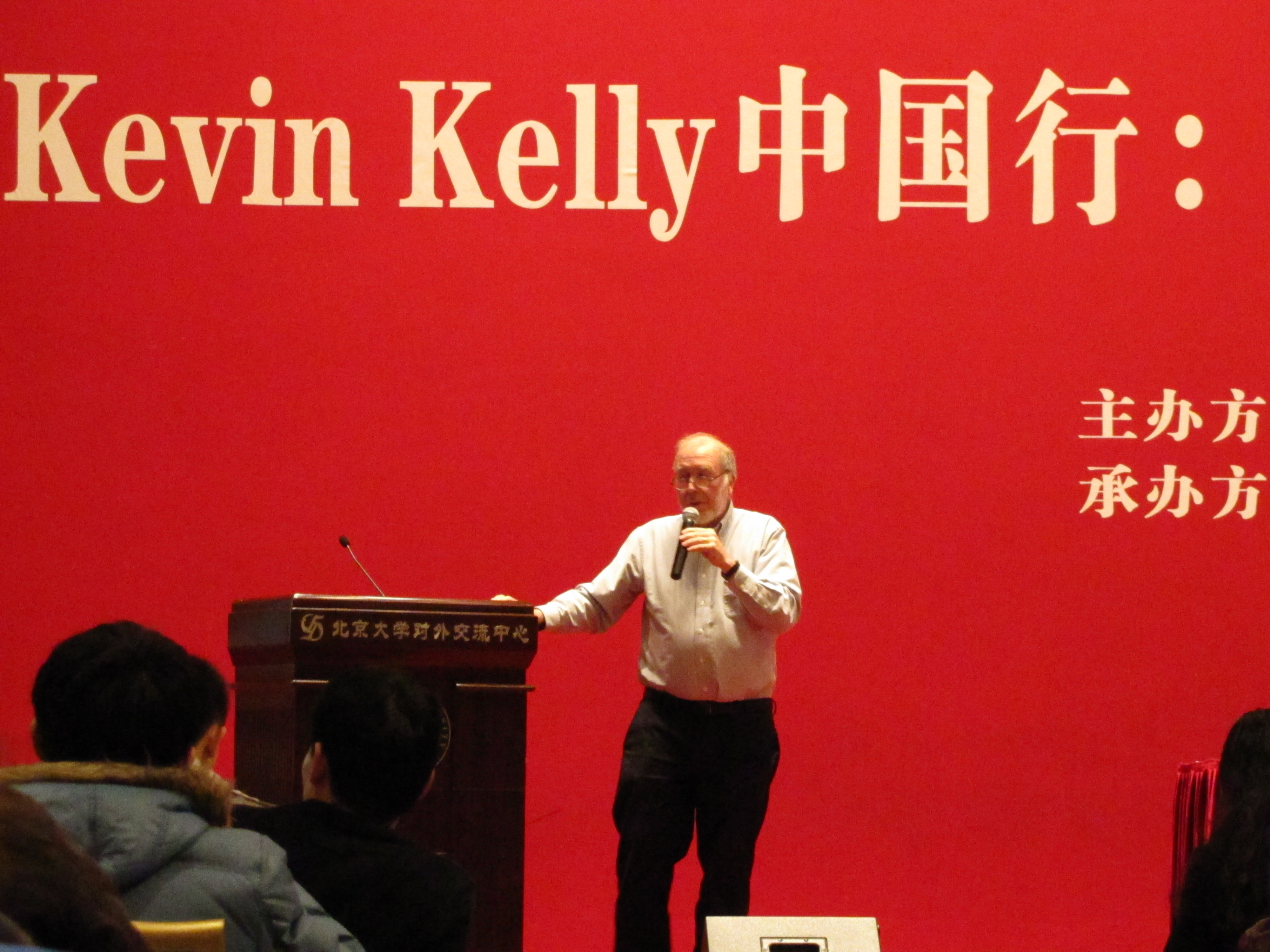
講演中のケビン・ケリー（北京大学）

- Speculations on the Future of Science by Kevin Kelly。講演先はLong Now Foundation、フォートメイソン（サンフランシスコ）、2006年3月10日。
- The Next Fifty Years of Science by Kevin Kelly. Google TechTalk、2006年5月9日。(47分)
- How Technology Evolves by Kevin Kelly、TEDカンファレンス、モンテレー（カリフォルニア州）、2005年2月。(21分)
- The next 5000 days of the Web by Kevin Kelly、EG 2007 カンファレンス、モンテレー（カリフォルニア州）、2007年12月。
- Technium Unbound by Kevin Kelly SALT 講演、The Long Now Foundation、2014年11月12日。
- Cool Tools at XOXO by Kevin Kelly、XOXO Festival 2014、ポートランド（オレゴン州）。

## 関連資料
- 金田善裕「第1章 ホット・ワイアード—新しいメディアとしてのウェッブ」『ネット・ボイスイン・ザ・シティ』、アスキー、1997年 NCID BA31179455